# Discolampa babicola
Discolampa babicola är en fjärilsart som beskrevs av Van Eecke 1914. Discolampa babicola ingår i släktet Discolampa och familjen juvelvingar. Inga underarter finns listade i Catalogue of Life.